# Nabang Baru
Nabang Baru is een bestuurslaag in het regentschap Lampung Timur van de provincie Lampung, Indonesië. Nabang Baru telt 2779 inwoners (volkstelling 2010).